# Noukailawa
Noukailawa – gaun wikas samiti w środkowej części Nepalu  w strefie Dźanakpur w dystrykcie Sarlahi. Według nepalskiego spisu powszechnego z 2001 roku liczył on 1920 gospodarstw domowych i 10947 mieszkańców (5174 kobiet i 5773 mężczyzn).